# 郭宗德
郭宗德（Tsong-Teh Kuo，1933年2月27日—2022年8月29日），台灣植物學家，中央研究院院士。曾任中央研究院植物學研究所助理研究員、副研究員、副所長、所長。1974年當選中央研究院第10屆生命科學組院士。

## 生平
郭宗德（Tsong-Teh Kuo，1933年2月27日—2022年8月29日），出生於台南農家一個基督教家庭，中学畢業於台南二中。1952年進入台灣省立農學院（現國立中興大學）植物病蟲害學系就讀，畢業後考入台灣大學植物病蟲害研究所，跟隨日本籍教授松本巍博士從事植物病毒之研究，取得碩士學位後，即進入中央研究院植物研究所工作。1963年取得公費留學機會，飛往美國加州大學戴維斯分校攻讀博士，后获戴維斯分校之博士學位。
2022年8月29日於臺北逝世，享年90（89）歲。

### 學歷
- 1952年於台南二中畢業後，考入台灣省立農學院就讀並取得學士學位。
- 1955年，考入台灣大學植物病蟲害研究所，攻取碩士學位。
- 1963年至1965年，遠赴美國加州大學戴維斯分校，攻取博士學位。
- 1980年，再赴美國加州理工學院生物部深造，參與病毒分子生物學之研究。

### 經歷
- 返國輾轉加入中央研究院植物所（現植物暨微生物學研究所），後榮任所長職（1971年-1977年）。再後續轉任分生所籌備處代理主任（1989年10月—同年11月，1991年1月—同年9月，1994年2月—1995年2月）及後續代理所長（1994年-1995年）[2]。
- 1977年，應美國約翰霍普金斯大學醫學院生化與生物物理系邀請，赴美擔任訪問教授。
- 1980年，眾院士籌劃於中央研究院成立《分子生物學研究室》與相關研究活動。

### 研究與貢獻
- 首次發現到噬菌體（Xp12）遺傳物質DNA中，（cytosine）全部被甲基化，此結果發表於《Journal of Molecular Biology》雜誌上。
- 接著發現到（5-methyl-cytosine）其新生合成途徑。在此途徑上，並發現到全世界首枚（DNA甲基化酵素），此結果後於1976年發表在英國《Nature》雜誌上。
- 噬菌體（Xp12）、（XP10）和（cf）在感染寄主細菌後，噬菌體基因表現之調控機制，分別發表於 《Journal of Biological Chemistry》、《Journal of Virology》等期刊上。
- 首次發現線狀噬菌體之新潛溶性生活史，發現線狀噬菌體（cf）生活史。同時具致病性與潛溶性生活史。此系列研究成果均轉發表於國際性雜誌上。

### 榮譽
- 曾獲頒中山學術著作獎（1968年）、榮獲中央研究院院士頭銜（1974年）、國科會傑出研究獎（4次—1987年、1989年、1991年及1993年）、業內並榮獲中華生物研究獎（1979年）、莊守耕科學成就獎（1983年）、國科會傑出研究獎、中華文化與教育基金會獎學金（1992年）、台南二中傑出校友獎（1993年）、美國加州大學戴維斯分校區校友會傑出校友獎（1994年）、國科會特約研究獎（1995年-1997年）、中央研究院特約講座（1997年-1999年）等。

## 外部連結
1. ↑  本院郭宗德院士辭世中央研究院
2. ↑  分子生物研究所/歷任籌備處主任及所長介紹中央研究院